# Octadecanal
Octodecanal é um aldeído de cadeia longa, com a fórmula química C18H36O (também conhecido como aldeído estearílico). Octadecanal é usado por diversas espécies de insetos como um feromônio.